# Евфоніум
Евфоніум, ефоніум або тенорна туба (англ. euphonium) — теноровий мідний духовий музичний інструмент родини саксгорнів. Є найпопулярнішим інструментом з цієї родини. Грає роль ведучого тенорового голосу у військових і духових оркестрах. Слово «евфоніум» походить від грецького «euphonia», що означає «приємно звучить».
Тісно взаємопов'язаний з терміном баритон, в значенні мідна труба та іноді вживається як синонім.

## Історія

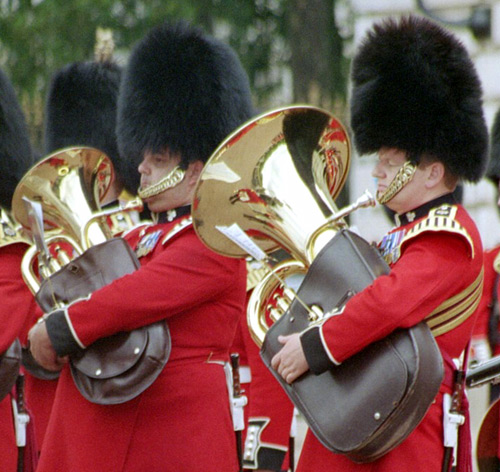
Евфоніум (ліворуч) і туба (праворуч), два споріднених інструменти

Далеким предком евфоніума, як і багатьох інших басових духових музичних інструментів, є серпент.
У 1821 році французьким майстром Елері була запатентована група мідних духових інструментів з клапанами, що включає басовий ріжок, який був названий офіклеїд. Інструмент, створений на основі цього винаходу, називався офіклеїд. Він був потужнішим і точнішим у ладі, ніж серпент, і нагадував сучасні фагот і баритон-саксофон. Але оволодіння цим інструментом вимагало наявність відмінного слуху для чистої гри. Офіклеїди виготовлялися в декількох ладах і розмірах і стали широко застосовуватися в духових і симфонічних оркестрах XIX століття. Остаточно цей інструмент зник з військових оркестрів тільки в першій третині XX століття, все ще продаючись у Франції у 1922 році.
Протягом другого і третього десятиліть XIX століття був винайдений помповий механізм, ставши справжньою революцією у проектуванні і виробництві духових інструментів.
Вважається, що евфоніум винайдений веймарським майстром Зоммером у 1843 році, через вісім років після появи туби, і відрізняється від неї ширшою мензурою, що, звичайно, безпосередньо позначається на звуці і технічних можливостях інструмента.
У 1842 році Адольф Сакс відкрив у Парижі фабрику духових інструментів, які випускалися в основному для військових оркестрів. Він розробив низку мідних духових інструментів з помповим механізмом, які використовуються досі, наприклад, у знаменитих англійських духових ансамблях.
Композитори стали використовувати ці інструменти в своїй творчості за їх широким розповсюдженням. Ріхард Вагнер ввів дві тенорові, одну басову і одну контрабасову групу в партитуру «Персня нібелунгів». Тенорова туба стала широко використовуватися і в творчості інших композиторів — Густава Холста, Моріса Равеля тощо. Широкому поширенню, зокрема, сприяла схожість тембру з теноровим саксгорном, який використовували у військових ансамблях.
Безліч нових різновидів мідних інструментів тільки вносили плутанину. Англійський тенор був тим же самим, що і німецький альтгорн і альт (мі-бемоль) у Франції. В Англії і Франції німецький тенор вважався баритоном. Німецький баритон на англійській землі став евфоніумом, а у Франції — басом (сі-бемоль). Попри різницю в конструкціях всі ці інструменти мали схожий тембр і однаковий діапазон. Через вплив англійської військової традиції, сьогодні використовуються терміни евфоніум і баритон для опису цих інструментів.
Широку популярність евфоніуму принесла заголовна пісня «Музиканта» Мередіта Вілсона. Згаданий у цій пісні інструмент існував на початку двадцятого століття. Він був створений шляхом додавання до основної конструкції евфоніума маленького розтруба, який використовувався для створення ефектів в стилі тромбона і приводився в дію додатковим важелем.
Додавання до евфоніуму четвертого клапана було дуже бажаним, оскільки це розширило діапазон інструменту, і давало можливість поліпшити інтонування і полегшити пасажі. При натисканні четвертий вентиль знижує загальний стрій з B (сі-бемоль) до F (фа). При використанні цього вентиля, у поєднанні з іншими трьома, полегшується виконання нот під басовим ключем і відчувається позитивний вплив на інтонації в нижньому і верхньому регістрах.

## Різниця між евфоніумом і баритоном
В англійській традиції використовуються два різних інструменти у військових духових ансамблях. Баритон там дещо менший за евфоніум, має менший стовбур, світліший звук і лад B (сі-бемоль). Евфоніум, навпаки, завдяки товстішому стовбуру має потужніший і соковитіший тембр.
Американські виробники пішли на зближення цих двох інструментів, намагаючись оптимально поєднувати найкращі якості обох інструментів. В результаті вийшов середній баритон, широко поширений у шкільних оркестрах. Цей інструмент, хоч і задовільний для багатьох випадків, звучить не так повно і насичено як евфоніум з його широким стовбуром. В американській традиції баритон та евфоніум стали взаємозамінними поняттями незалежно від того, який інструмент використовується.

## Використання

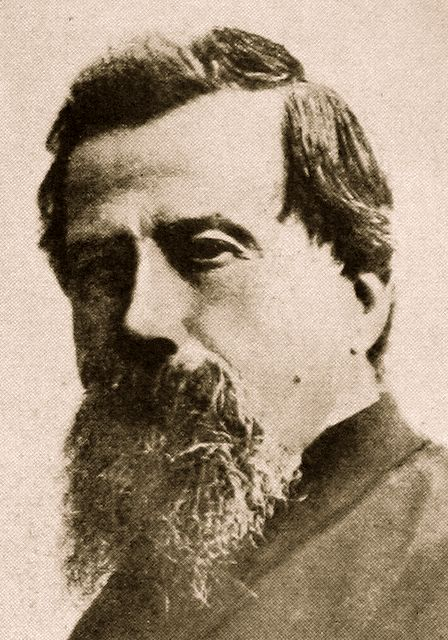
Амількаре Понк'єллі, композитор першого оригінального соло для евфоніума

Для евфоніума створено чимало сольних творів, переважно у супроводі духового оркестру. Один з перших творів у цьому жанрі ― концерт Амількаре Понк'єллі, написаний у 1872 році. Концерти для евфоніума також написані Йозефом Горовіцем і Володимиром Космою. Сучасні композитори використовують евфоніум в різноманітних камерних складах, а також пишуть твори для цього інструменту без супроводу.
Серед найвідоміших виконавців-солістів на евфоніумі ― Сімоне Мантіа (1873—1951), соліст оркестру Джона Філіпа Сузи; Тревор Грум, перший виконавець багатьох творів сучасних композиторів; Браян Боумен, дав перший сольний концерт на евфоніумі в Карнегі-холі, Стівен Мід та інші.
Евфоніум іноді використовується в симфонічному оркестрі. Найчастіше йому доручаються партії спорідненого інструменту ― туби, ― написані в дуже високому для неї регістрі. Так, на евфоніуме зазвичай виконується соло з п'єси «Бидло» з циклу «Картинки з виставки» Мусоргського в оркестровці Равеля, а на прем'єрі симфонічної поеми Р. Штрауса «Життя героя» за ініціативи диригента Ернста фон Шуха евфоніумом успішно була замінена зазначена композитором в нотах вагнерівська туба. Деякі автори, однак, доручають евфоніуму самостійну партію з розрахунком на особливий тембр цього інструмента. Англійський композитор Хавергал Браян включив відразу два евфоніума і дві туби в партитуру своєї Першої симфонії і часто використовував їх у пізніших роботах. Дмитро Шостакович доручив евфоніуму (позначеному в партитурі як «баритон») складну партію в балеті «Золота доба».
Окремі музиканти практикують виконання на евфоніумі в джазі, серед них ― Річ Маттесон і Майнард Фергюсон.
Основною сферою застосування евфоніума є духовий оркестр, де цей інструмент виконує найрізноманітніші функції: як акомпанемент, так і соло.